# Christoph von Friedl
Christoph von Friedl (ur. 16 maja 1976 w Wiedniu) – austriacki aktor teatralny, filmowy i telewizyjny.

## Filmografia

### Filmy
- 2002: Rocco jako chuligan
- 2004: Der Bauer als Millionär (TV) jako Karl Schilf
- 2006: Arcyksiążę Rudolf (Kronprinz Rudolf, TV) jako demonstrator
- 2007: Marlon, Mama, Menschenmatsch (film krótkometrażowy) jako Max
- 2008: Rebecca Ryman: Wer Liebe verspricht (TV) jako John Sturges
- 2008: Falco: Cholera, wciąż żyjemy! (Falco - Verdammt, wir leben noch!) jako Thomas Rabitsch
- 2009: Lass es Liebe sein (TV) jako David Fenner
- 2009: Sisi II jako Maximilian Anton von Thurn und Taxis
- 2010: Der Täter (TV) jako René de Winter
- 2015: Rosamunde Pilcher: Rundum glücklich (TV) jako Marc Combe / Johnny Lexington
- 2020: Hartwig Seeler - Ein neues Leben (TV) jako prokurator

### Seriale TV
- 1998: Medicopter 117 (Medicopter 117 – Jedes Leben zählt) jako Meier
- 2001: Komisarz Rex: Ein todsicherer Tipp jako Hubert Fischer
- 2001-2006: Schloßhotel Orth jako Hannes Blüm
- 2006: Jednostka specjalna „Dunaj” jako Jo Jantscher
- 2006: Tessa - Leben für die Liebe jako Jeff Rodney
- 2007: Tom Turbo jako Matt Mega
- 2008: Rosamunde Pilcher: Lass es Liebe sein jako David Fenner
- 2009: Tatort: Baum der Erlösung jako Georg Larcher
- 2011: Rosamunde Pilcher: Cztery kobiety - Dzieje Olivii (Rosamunde Pilcher: Vier Frauen - Olivias Schicksal) jako Jake Hooper
- 2012: Jednostka specjalna „Dunaj” jako Karl Eder
- 2014: Jednostka specjalna „Dunaj” jako Simon
- 2015: Górscy ratownicy (Die Bergretter: Zwischen Himmel und Hölle) jako
- 2016: Die Rosenheim-Cops: Tödliche Laster jako
- 2018: Jednostka specjalna „Dunaj” jako Lorenz Meidinger
- 2019: Krąg miłości (Familie Dr. Kleist) jako Tobias Höppner
- 2019: Tatort: Baum fällt jako Hubert Tribusser
- 2021: Jonas Waldek jako Jan Meier